# フォード・コンノ

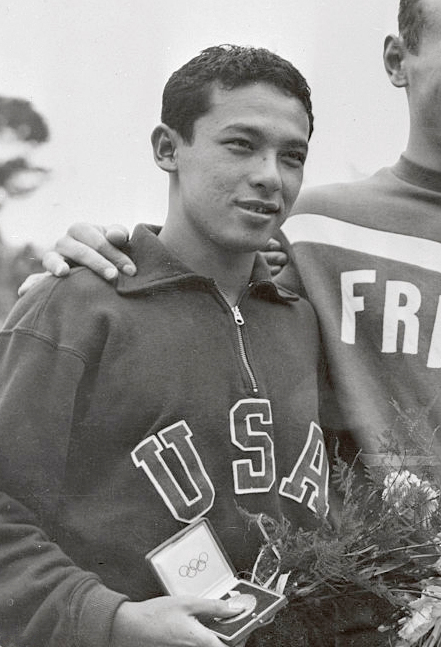
フォード・コンノ, 1952

フォード・ヒロシ・コンノ（Ford Hiroshi Konno、日本語表記はフォード・紺野/紺野 裕〈こんの ひろし〉、1933年1月1日 - ）は、アメリカ合衆国の競泳選手。1952年ヘルシンキオリンピックの金メダリストである。

## 人物
ハワイ州出身の日系人。ホノルルのマッキンリー・ハイスクール、オハイオ州立大学でも競泳選手として活躍。
1950年、日米水泳大会に来日。1500m自由形で1位、18分44秒4は当時の世界記録となった。
1952年ヘルシンキオリンピックと1956年メルボルンオリンピックに出場。ヘルシンキでは1500m自由形で18分30秒3のオリンピック新記録で金メダル。400m自由形でも銀メダルを獲得。さらに4×200m自由形リレーでも金メダルと、3個のメダルを獲得。4年後のメルボルンオリンピックでも4×200m自由形リレーで銀メダルを獲得した。なお、ヘルシンキ大会の1500m自由形では日本の橋爪四郎が銀メダル。日系ブラジル人のテツオ・オカモトが銅メダルを獲得している。
また、コンノは、1953年・1954年に来日して日本選手権水泳競技大会男子400mに出場、連続優勝を果たした。1954年には200m自由形と400m自由形で世界新記録を樹立している（200m自由形:2分03秒9、400m自由形:4分26秒7）。
コンノは、同じハワイ州からヘルシンキオリンピックの競泳に出場し、女子400m自由形、4×100m自由形リレーで銅メダルを獲得したエヴェリン・カワモトと結婚した。